# Buzz (Fluggesellschaft)
Buzz war eine britische Billigfluggesellschaft mit Sitz in Stansted Mountfitchet und Basis auf dem Flughafen London-Stansted. Sie wurde 2003 von Ryanair übernommen und ging in dieser auf.

## Geschichte
Buzz wurde 2000 von KLM UK, einer Tochtergesellschaft der KLM Royal Dutch Airlines, gegründet und übernahm einige Strecken der ehemaligen Air UK sowie deren Flotte an BAe 146. Später stießen noch sechs geleaste Boeing 737-300 hinzu.
Buzz gelang es nie, in die schwarzen Zahlen zu kommen und so wurde die Gesellschaft 2003 zum Preis von 30 Millionen Euro an Ryanair verkauft und in Buzz Stansted Ltd. umbenannt, die weiterhin die Strecken und Flugzeuge der ehemaligen Buzz betreiben sollte. Kurz nach der Übernahme wurden jedoch viele unprofitable Strecken eingestellt und die BAe 146-300 an die jeweiligen Eigentümer zurückgegeben. Buzz wurde schließlich aufgelöst und vollständig in Ryanair integriert. Die restlichen Boeing 737-300, die lange Zeit noch das gelbe Farbschema der Buzz trugen, wurden bis Anfang 2005 ausgeflottet.
Ryanair gab bekannt, dass ab Herbst 2019 die polnische Tochtergesellschaft Ryanair Sun unter der Marke „Buzz“ auftreten soll.

## Flotte
Buzz betrieb eine Flotte von 18 Flugzeugen:
- 10 BAe 146-300
- 08 Boeing 737-300

## Trivia
- Der Name Buzz sollte so viel wie „verduften“ heißen, wobei die Blütenblätter im Corporate Design das Streckennetz ab London versinnbildlichen sollten.